# Classics (platenlabel)
Classics is een Frans platenlabel, dat zich richt op het uitbrengen van licentie-vrije oude jazz-opnamen. De originele opnamen worden onder de naam van de bandleider in chronologische volgorde uitgebracht. Het gaat alleen om de definitieve studio-opnamen: alternative takes worden niet op de cd's opgenomen. Het label wil een volledig overzicht van de al uitgekomen jazz-songs uitbrengen. Het platenlabel wordt hierbij geholpen door het feit, dat in Frankrijk muziek na vijftig jaar licentie-vrij is. De cd-boekjes (vaak geschreven door Anatol Schenker) zijn voorzien van volledige discografische informatie (bijvoorbeeld over de bezetting van de band).
Het label werd in 1989 opgericht door Gilles Petard, die eerder bij EMI France werkte. Petard heeft naast Classics nog enkele andere platenlabels, zoals Body and Soul.
Classics brengt iedere maand zes cd's uit. Sinds de oprichting zijn er honderden cd's uitgekomen.
In 2001 begon het label ook met het uitbrengen van blues en rhythm & blues in de 'Blues and Rhythm Series'.